# Televisa
Groupe Televisa (espagnol : Grupo Televisa) est une entreprise multimédia mexicaine, la plus importante d'Amérique latine, et du monde hispanique. Le nom Televisa est la contraction de Televisión Vía Satélite.
Grupo Televisa est membre de l'Organisation des télécommunications ibéro-américaines (OTI) et de la North American Broadcasters Association (NABA).

## Histoire
En 1930 , Emilio Azcárraga Vidaurreta fonde la station de radio XEW-AM La Voz de la Amérique latine, originaire du Mexique , la première station de radio à couverture nationale.
En 1950, Rómulo O'Farril obtient la première concession pour une chaîne de télévision, donnant ainsi naissance à XHTV-TV , Channel 4. Un an plus tard, en 1951, la deuxième concession est accordée à Emilio Azcarraga sous le nom de Channel 2, XEW. -TV.
En 1952, la troisième concession mexicaine est attribuée à l’ingénieur Guillermo González Camarena , inventeur prolifique et promoteur des technologies de la télévision. Cette concession est pour Channel 5, XHGC-TV.
En 1955, cinq ans après l’émergence de la télévision au Mexique, Emilio Azcárraga Vidaurreta, Ernesto Barrientos Reyes et les propriétaires de XHTV-TV et de XHGC-TV décident de se regrouper pour former Telesistema Mexicano , qui deviendra plus tard Televisa.
En 1972, après la mort d'Emilio Azcárraga Vidaurreta, Emilio Azcárraga Milmo assume la présidence du conseil .
En 1968, il commença à exploiter XHTM-TV , la chaîne 8 de la télévision indépendante mexicaine , installée à San Ángel Inn , et fusionna avec Telesistema Mexicano . Cet événement donna naissance à Televisa (Televisión Vía Satélite) le 8 janvier 1973, après accord avec le gouvernement fédéral dirigé par le président de l'époque, Luis Echeverría Álvarez.
Televisa est donc née en 1973 de la fusion de Televicentro (créé en 1950) et de Telesistema Mexicano (créé en 1955).
En août 2014, Televisa annonce l'acquisition de 49 % de Cablecom qu'elle ne détient pas encore pour 8,55 milliards de pesos, soit 654 millions de dollars. Televisa avait acquis les 51 % en 2013 pour 7 milliards de pesos.

## Ligne éditoriale et controverses

### Relations avec le PRI
En 2012, le candidat de gauche Andrés Manuel López Obrador accuse ouvertement Televisa de parrainer le candidat du Parti révolutionnaire institutionnel (PRI, centre droit) à l’élection présidentielle, Enrique Peña Nieto.
Une enquête du quotidien britannique The Guardian révèle que Televisa a vendu ses services au PRI pour « rehausser la stature nationale » d'Enrique Peña Nieto, tout en ayant mis au point une stratégie destinée à « torpiller » Andrés Manuel López Obrador.
Televisa est historiquement proche du PRI ; en 1986, lors d'une réunion de rédaction, le directeur de l’information de chaine Miguel Aleman Velasco avertit ses collaborateurs que « cette entreprise est priiste. S'il y a ici quelqu'un qui n'est pas pour le PRI, qu'il le dise maintenant et qu'il s'en aille. Il ne travaillera jamais à Televisa ».

### Manipulation d'affaires judiciaires
Televisa a participé, notamment sous les présidences de Vicente Fox et Felipe Calderón, à des affaires judiciaires inventées et montées de toutes pièces pour valoriser le combat des autorités contre la criminalité. Selon la revue mexicaine Proceso, « ces petits arrangements [...] constituent un véritable modus operandi, mis en œuvre en fonction du contexte et des nécessités politiques des gouvernements fédéraux successifs et du secrétariat à la Sécurité publique. »
Revenant sur le traitement médiatique de l’affaire Florence Cassez, Juan Manuel Magaña, l’ancien responsable de l’information de l’émission Primero Noticias de Televisa [dans laquelle fut diffusée la fausse arrestation de la Française], souligne que « les affaires policières qui passent à la télévision ne sont jamais médiatisées uniquement pour des raisons journalistiques. Quand l’affaire Florence Cassez a commencé, le scandale du moment mettait en cause Marta Sahagún [la seconde femme du président de l’époque, Vicente Fox] et le trafic d’influence de ses fils, qui faisaient l’objet d’une enquête lancée par la Chambre des députés. »

## Audiences
Televisa est, avec 70 % de part d’audience en 2012, la principale chaîne du Mexique.
Selon des câbles diplomatiques émanant de l'ambassade des États-Unis (révélés par Wikileaks), « deux société de télévision dominante dans le pays, Televisa et TV Azteca, qui forment un duopole dans le secteur, continuent d'exercer une influence sur le pouvoir judiciaire, le pouvoir législatif et les organismes de règlementations pour empêcher la concurrence ». La note confidentielle ajoute que « personne ne semble vouloir irriter Televisa ou TV Aztecc par peur de perdre des espaces de publicité bon marché à l'heure des grandes audiences ».

## Actualités Televisa
Noticieros Televisa est la subdivision de Grupo Televisa chargée de l'information, de la couverture, de l'analyse et de l'information des événements qui se produisent jour après jour. Par leurs bulletins de nouvelles, les leaders dans le goût du public; une application mobile qui fait rapport au moment de l'actualité; un portail Internet à la volée et [TV Forum] une chaîne de télévision axée exclusivement sur le reportage des événements qui se passent instantanément.

## Informations financières
Televisa fait partie de l'indice IPC de la Bourse du Mexique. Ses actions sont cotées à la Bourse mexicaine et à la bourse de New York. Les actions valaient 15,3 pesos au début du mois de mai 2003 au Mexique, et 29,7 dollars à New York.
TV Azteca est l'une de ses principales rivales.

## Telenovelas

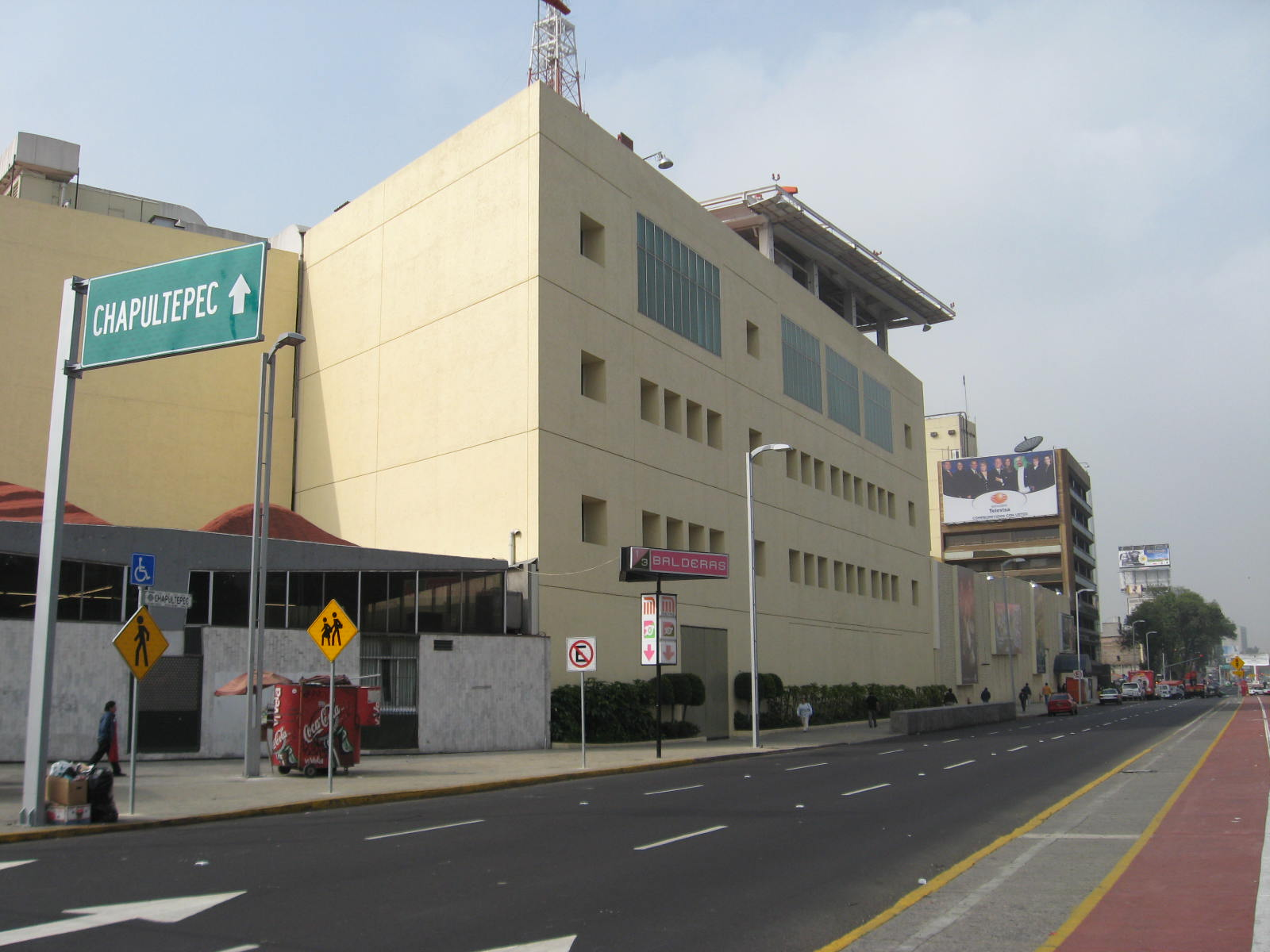
Studios de Televisa à Chapultepec

. Pour l'historien Serge Gruzinski, la chaîne Televisa a eu « une influence “révolutionnaire” sur les modes de vie » au Mexique dans la seconde moitié du XXe siècle, notamment grâce aux telenovelas : Ils « ont servi à montrer les avantages de la famille moderne — moins d'enfants et mieux préparés — que les bienfaits de l'éducation des adultes ».

## Fabrication d'infox
Au XXe siècle, devenu le plus grand groupe de médias d’Amérique latine, le groupe Televisa recourt à la fabrication d'infox  pour influencer l'opinion publique, et promouvoir certaines personnalités ou nuire à d'autres.